# Roeslerstammia erxlebella
Roeslerstammia erxlebella is een vlinder uit de familie Roeslerstammiidae. De wetenschappelijke naam is voor het eerst geldig gepubliceerd in 1787 door Fabricius.
De soort komt voor in Europa.